# Pachnobia veruta
Pachnobia veruta là một loài bướm đêm trong họ Noctuidae.